# Tweekleppigen
Tweekleppigen (Bivalvia) zijn een klasse van in water levende weekdieren (Mollusca). Tweekleppigen hebben een zijdelings afgeplat lichaam dat omgeven wordt door een harde schelp, bestaande uit twee helften die vaak grofweg elkaars spiegelbeeld zijn. Beide kleppen hebben vaak in elkaar grijpende slottanden en worden bijeen gehouden door sluitspieren. Bekende voorbeelden van tweekleppigen zijn mosselen, oesters, kokkels en mantels.
Tweekleppigen komen voor in zowel zout als zoet water. Ze hebben geen radula (rasptong) om voedsel te vergaren, maar zijn volledig ingesteld op het filteren van water. Met behulp van kieuwen kunnen tweekleppigen voedseldeeltjes vangen en ademen. De meeste tweekleppigen hebben een gespierde voet waarmee ze zich in de bodem ingraven. Anderen hechten zich vast aan rotsen of andere harde oppervlakken. Enkele soorten, zoals de vijlschelpen, hebben een zwemmende levenswijze.
Tweekleppigen zijn van oudsher een belangrijk onderdeel van het menselijk dieet. Oesters werden al in de Romeinse tijd gekweekt en sinds de uitvinding van maricultuur zijn tweekleppigen een belangrijke voedselbron geworden. Kennis van voortplantingscycli van weekdieren heeft bijgedragen aan de ontwikkeling van nieuwe kweektechnieken. Tweekleppigen zijn daarnaast de enige bron van natuurlijke parels. De schelpen worden gebruikt in kunst en bij de vervaardiging van sieraden en knopen.

## Kenmerken
De schelp bestaat uit twee met een scharnier gelede kleppen. Sommige soorten, zoals Barnea candida, vertonen naast de twee kleppen nog een of meer accessorische schelpstukken. Ze kunnen identieke kleppen hebben (gelijkkleppig) of ongelijke kleppen (ongelijkkleppig). Als de umbo (de bolle top van de klep) zich op de middellijn van de schelp bevindt, worden de kleppen gelijkzijdig genoemd. Bevindt de umbo zich voor of achter de middellijn, dan is de schelp ongelijkzijdig.
Sommige soorten, zoals die van de Mactridae, vertonen een chondrofoor: een holte waarin het binnenste deel van de slotband (ligament) is ingesloten.
Ze hebben een bijlvormig zijdelings ingedeukt graafvoetje (pelecypoda) en zeer ontwikkelde, plaatvormige kieuwen (lamellibranchia). Ze leven allemaal in het water (meestal in zee).
De twee kleppen worden aan elkaar gehouden door één of meer sluitspieren die een duidelijke aanhechtingsplaats laten zien op de binnenzijde van de kleppen (spierindruksels). Meestal worden de kleppen naar elkaar toe getrokken wanneer de sluitspier samentrekt. Naargelang het aantal, de vorm en de werking van de sluitspieren kan men de volgende groepen onderscheiden:
- Dimyaria, zoals Mactra glauca, met twee even grote sluitspieren
- Heteromyaria, zoals Mytilus edulis, met twee ongelijke sluitspieren (de voorste sluitspier ligt dicht bij de top en is sterk gereduceerd)
- Monomyaria, zoals Ostrea edulis, met slechts één grote sluitspier
- Tweekleppigen uit de Pholadidae (Boormossels) waarbij de schelp zich opent als de voorste sluitspier samentrekt.

## Verspreiding en leefgebied
Aan de Belgische en Nederlandse kust komen verschillende soorten uit deze klasse voor: onder andere gewone oester, mesheften, tapijtschelp, grote strandschelp, stevige strandschelp, halfgeknotte strandschelp, witte boormossel, Amerikaanse boormossel, zaagje, nonnetje, kokkel en mossel.

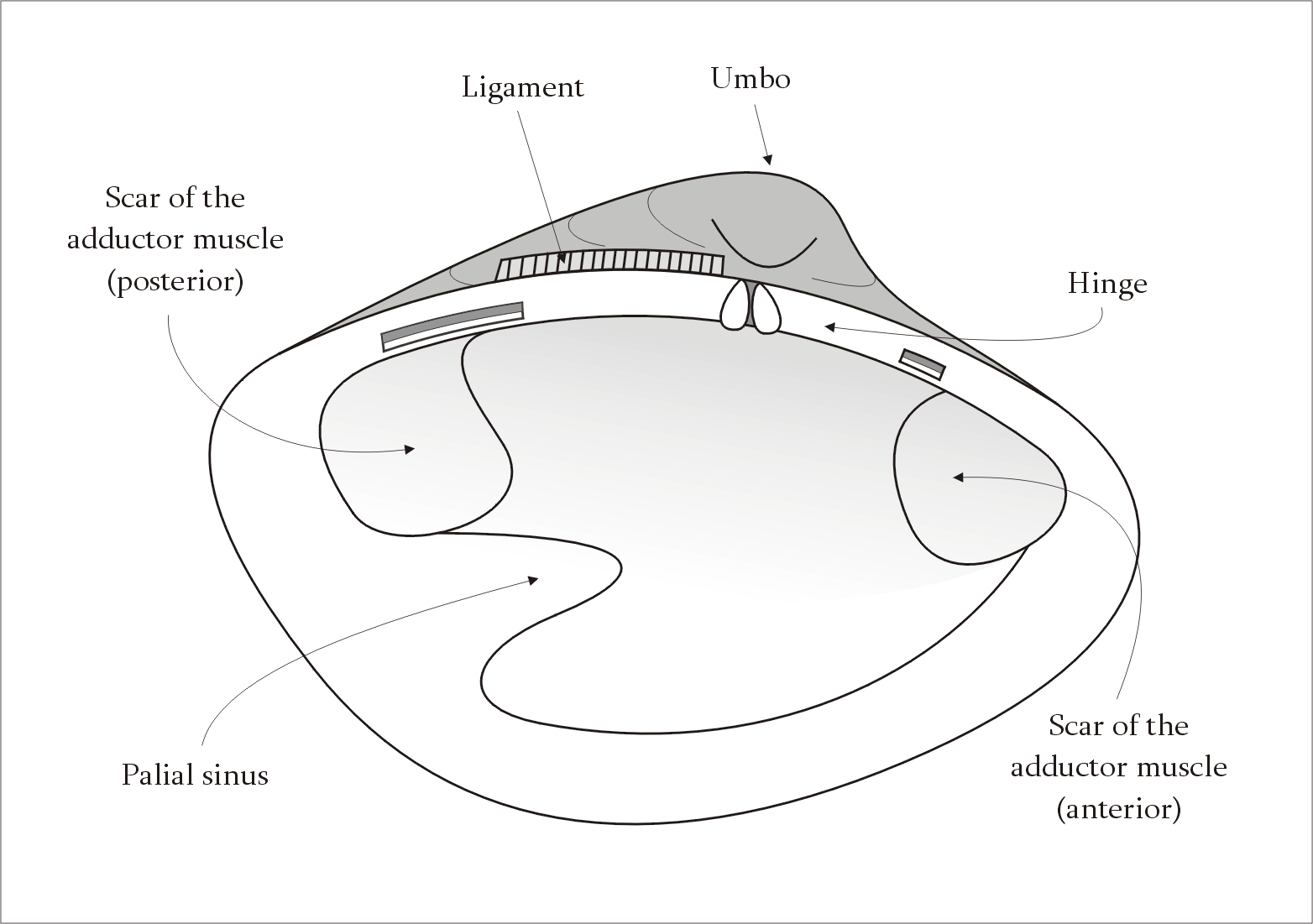
Binnenkant van de linkerklep van een tweekleppige met twee even grote sluitspieren

## Taxonomie
De volgende taxa zijn bij de klasse ingedeeld:
- Onderklasse Autobranchia Grobben, 1894
  - Infraklasse Heteroconchia J. E. Gray, 1854
    - Subterklasse Archiheterodonta Giribet in J. D. Taylor, Williams, Glover & Dya, 2007
    - Subterklasse Euheterodonta Giribet & Distel, 2003
    - Subterklasse Heterodonta Neumayr, 1884
    - Subterklasse Palaeoheterodonta Newell, 1964

  - Infraklasse Pteriomorphia Beurlen, 1944
- Onderklasse Protobranchia Pelseneer, 1889
- Onderklasse Bivalvia incertae sedis
  -  † Orde Fordillida
  -  † Orde Tuarangiida